# Exoditis boisduvalella
Exoditis boisduvalella är en fjärilsart som beskrevs av Pierre E.L. Viette 1956. Exoditis boisduvalella ingår i släktet Exoditis och familjen plattmalar. Inga underarter finns listade i Catalogue of Life.